# 威克沃

南格洛斯特在該郡的位置

威克沃（英語：Wickwar）是英國格洛斯特郡南格洛斯特的一個村莊和民政教區，位於雅特、德斯利、索恩伯里之間。在2018年的人口統計中，該教區的人口為1,484。

## 該地出生的人物
- 瑪麗·埃佛勒斯·布爾